# Batalha de Friedland
A Batalha de Friedland ocorreu em 14 de junho de 1807, em Friedland (atual Pravdinsk) 43 quilômetros a sudeste da atual Kaliningrado, na Rússia (enclave de Kaliningrado), opondo os exércitos de Napoleão Bonaparte aos exércitos da Rússia, sob o comando do general Bennigesen.

## Contexto histórico
Depois de derrotar os russos e os austríacos na batalha de Austerlitz, Napoleão enfrentou os prussianos e os derrotou na batalha de Jena e na batalha de Auerstedt. O Czar Alexandre I decidiu confrontar Napoleão novamente, e avançou com seu exército para a Polônia, onde ocorreu a indecisa batalha de Eylau. Como ambos os exércitos ficaram em frangalhos, seus comandantes decidiram se retirar para recobrar as forças.

## A batalha
Quatro meses depois da batalha de Eylau, os franceses confrontaram os russos novamente: primeiro em Heilsberg e, logo depois, em Friedlândia, atual Pravdinsk, na Rússia. Os franceses tinham pressa, já que os russos rumavam para Königsberg, atual Kaliningrado, ocupada por seus aliados prussianos. Napoleão temia que suas forças não fossem suficientes para derrotar dois inimigos ao mesmo tempo. Os franceses alcançaram os russos no dia 14 de junho de 1807, em Friedlândia. A vanguarda de 10 mil homens do general Lannes foi logo atacada por 72 mil soldados inimigos, mas conseguiu resistir por toda a manhã. Ao meio-dia, chegaram os reforços franceses, sob o fogo dos canhões russos. Foi a vez de o general Victor se destacar, bombardeando o flanco esquerdo do adversário com precisão até fazê-lo recuar. Às 17 horas, a cavalaria do marechal Ney tomou a cidade e incendiou as pontes para Königsberg. Os russos bateram em retirada. Os franceses computaram 10 mil baixas, e os russos, 15 mil. O czar decidiu então negociar.

## Consequências
Um acordo assinado em Tilsit, hoje parte da Lituânia, transformou a Rússia em aliada da França contra a Inglaterra. Em troca, Napoleão prometia não interferir no caso de uma invasão russa à Finlândia, então sob o domínio da Suécia. E a Prússia perderia metade de seu território.
Muitos historiadores consideram Tilsit como o auge do Império Napoleônico.